# Liste der Flüsse in Minnesota
Die Liste der Flüsse in Minnesota nennt die Flüsse in diesem Bundesstaat der Vereinigten Staaten.

## Sortierung nach Einzugsgebiet
Die folgende Auflistung ist nach dem Einzugsgebiet gegliedert, wobei die Zuflüsse dem jeweiligen Fluss zugeordnet sind.

### Einzugsgebiet der Großen Seen
- Oberer See (Lake Superior)
  - Pigeon River
    - Swamp River
    - Stump River
      - Lower Stump River

    - Royal River
      - Crocodile River

  - Reservation River
  - Flute Reed River
  - Brule River
    - Greenwood River
    - South Brule River

  - Kadunce River
  - Kimball Creek
  - Devil Track River
    - Little Devil Track River

  - Fall River
  - Cascade River
    - North Branch Cascade River

  - Poplar River
    - Tait River

  - Onion River
    - West Branch Onion River

  - Temperance River
    - Sawbill Creek
      - Kelso River

    - Vern River

  - Cross River
  - Two Island River
  - Caribou River
  - Little Manitou River
  - Manitou River
    - South Branch Manitou River

  - Little Marais River
  - Baptism River
    - East Branch Baptism River
    - West Branch Baptism River

  - Beaver River
    - East Branch Beaver River
    - West Branch Beaver River

  - Split Rock River
    - East Split Rock River
    - West Split Rock River

  - Gooseberry River
    - Skunk Creek
    - Little Gooseberry River

  - Encampment River
  - Stewart River
    - Little Stewart River

  - Knife River
    - Little Knife River (im St. Louis County)
    - West Branch Knife River
    - Little Knife River (im Lake County)

  - Little Sucker River
  - Big Sucker Creek
  - French River
  - Talmadge River
  - Lester River
  - St. Louis River
    - Pokegama River
    - Red River
    - Little River
    - Midway River
    - Pine River
    - Cloquet River
      - Us-kab-wan-ka River
      - Beaver River
      - Otter River
      - Little Cloquet River
      - West Branch Cloquet River
      - Langley River
        - Little Langley River

    - Stony Brook
    - Artichoke River
    - Ahmik River
    - McCarty River
    - East Savannah River
    - Floodwood River
      - West Branch Floodwood River

    - Whiteface River
      - Little Whiteface River, südlich von Meadowlands, MN
      - Little Whiteface River, östlich von Meadowlands, MN
      - Paleface River
      - North Branch Whiteface River
      - South Branch Whiteface River

    - East Swan River
      - West Swan River

    - West Two River
    - East Two River
    - Embarrass River
    - Partridge River
      - South Branch Partridge River

    - East River
    - North River

  - Nemadji River
    - South Fork Nemadji River
      - Net River
        - Little Net River

    - Blackhoof River

### Einzugsgebiet des Mississippi River
Das Einzugsgebiet des Mississippi River wird oft unterteilt in das des oberen Mississippi River, also vor der Einmündung des Missouri River und in das des unteren Mississippi River unterhalb der Einmündung.

#### Einzugsgebiet des unteren Mississippi River
- Mississippi River
  - Missouri River (MO, IA)
    - Little Sioux River
      - Ocheyedan River
      - West Fork Little Sioux River

    - Big Sioux River (IA)
      - Rock River
        - Little Rock River
        - East Branch Rock River

      - Pipestone Creek
      - Flandreau Creek

  - Des Moines River
    - East Fork Des Moines River
    - Heron Lake Outlet
      - Jack Creek
      - Diversion Creek
        - Okabena Creek

    - Lime Creek
    - Beaver Creek

  - Cedar River
    - Shell Rock River
      - Winnebago River (IA)
        - Lime Creek

    - Little Cedar River

  - Wapsipinicon River
  - Upper Iowa River
    - Little Iowa River
    - North Branch Upper Iowa River

  - Winnebago Creek
  - Crooked Creek
    - North Fork Crooked Creek
    - South Fork Crooked Creek

  - Root River
    - South Fork Root River
    - South Branch Root River
    - North Branch Root River
    - Middle Branch Root River

  - Pine Creek
  - Whitewater River
    - North Fork Whitewater River
      - Middle Fork Whitewater River

    - South Fork Whitewater River

  - Zumbro River
    - North Fork Zumbro River
    - Middle Fork Zumbro River
      - North Branch Middle Fork Zumbro River
      - South Branch Middle Fork Zumbro River

    - South Fork Zumbro River

  - Wells Creek
  - Hay Creek
  - Cannon River
    - North Cannon River
    - Little Cannon River, bei Cannon Falls
    - Straight River
    - Little Cannon River, bei Kilkenny (Minnesota)

  - Vermillion River
    - South Branch Vermillion River

#### Einzugsgebiet des St. Croix River
- Mississippi River
  - St. Croix River
    - Sunrise River
      - North Branch Sunrise River
      - West Branch Sunrise River
      - South Branch Sunrise River

    - Snake River
      - Groundhouse River
        - South Fork Groundhouse River
        - West Fork Groundhouse River

      - Ann River
        - Little Ann River

      - Knife River

    - Kettle River
      - Grindstone River
        - North Branch Grindstone River
        - South Branch Grindstone River

      - Pine River
      - Willow River
        - Little Willow River

      - Moose Horn River
        - Portage River
        - West Fork Moose Horn River

      - Split Rock River
      - Dead Moose River
      - West Branch Kettle River

    - Sand Creek
    - Lower Tamarack River
    - Upper Tamarack River

#### Einzugsgebiet des Minnesota River
- Mississippi River
  - Minnesota River
    - Credit River
    - Sand Creek
    - High Island Creek
    - Rush River
      - South Branch Rush River
      - Middle Branch Rush River
      - North Branch Rush River

    - Blue Earth River
      - Le Sueur River
        - Maple River
        - Cobb River
          - Little Cobb River

        - Little Le Sueur River

      - Watonwan River
        - Perch Creek
        - South Fork Watonwan River
        - North Fork Watonwan River

      - Elm Creek
      - East Branch Blue Earth River
      - Middle Branch Blue Earth River
      - West Branch Blue Earth River

    - Little Cottonwood River
    - Cottonwood River
      - Sleepy Eye Creek

    - Redwood River
    - Yellow Medicine River
      - Spring Creek
      - North Branch Yellow Medicine River
      - South Branch Yellow Medicine River

    - Hawk Creek
    - Chippewa River
      - Shakopee Creek
      - East Branch Chippewa River
      - Little Chippewa River

    - Lac qui Parle River
      - West Branch Lac qui Parle River

    - Pomme de Terre River
    - Yellow Bank River
      - North Fork Yellow Bank River
      - South Fork Yellow Bank River

    - Whetstone River
    - Little Minnesota River

#### Einzugsgebiet des oberen Mississippi River
- Mississippi River
  - Rice Creek
  - Rum River
    - West Branch Rum River

  - Crow River
    - North Fork Crow River
      - Middle Fork Crow River
      - Skunk River

    - South Fork Crow River
      - Buffalo Creek

  - Elk River
    - Saint Francis River
      - West Branch Saint Francis River

    - Snake River

  - Clearwater River
  - Sauk River
    - Ashley Creek

  - Watab River
    - North Fork Watab River
    - South Fork Watab River

  - Platte River
    - Skunk River

  - Two River
    - North Two River
    - South Two River

  - Little Two River
  - Swan River
    - Little Swan River
    - Spring Branch Swan River

  - Little Elk River
    - South Branch Little Elk River

  - Nokasippi River
    - Little Nokasippi River

  - Crow Wing River
    - Gull River
    - Long Prairie River
    - Partridge River
      - Little Partridge River

    - Leaf River
      - Redeye River
      - Wing River

    - Cat River
    - Shell River
      - Fish Hook River
        - Straight River
        - Portage River
        - Potato River

      - Blueberry River
        - Kettle River

  - Rabbit River
  - Pine River
    - Little Pine River
    - South Fork Pine River

  - Little Willow River
  - Ripple River
  - Rice River
  - Willow River
    - Hill River
      - Little Hill River

    - Moose River
    - North Fork Willow River
    - South Fork Willow River

  - Sandy River
    - Prairie River
      - Tamarack River
        - Little Tamarack River

  - West Savanna River
  - Swan River
  - Prairie River
    - West Fork Prairie River

  - Vermillion River
  - Deer River
  - Ball Club River
  - Leech Lake River
    - Bear River
    - Leech Lake
      - Boy River
        - Swift River

      - Shingobee River
      - Kabekona River
        - Necktie River

      - Steamboat River

  - First River
  - Pigeon River
  - Third River
  - Turtle River
    - North Turtle River
    - Gull River

  - Schoolcraft River
  - Little Mississippi River

### Einzugsgebiet der Hudson Bay
- Nelson River (Manitoba)
  - Lake Winnipeg (Manitoba)
    - Winnipeg River (Manitoba)
      - Lake of the Woods

    - Red River of the North

#### Einzugsgebiet des Red River of the North
- Red River of the North
  - Roseau River
    - Lost River
    - South Fork Roseau River

  - Joe River
  - Two Rivers
    - North Branch Two Rivers
      - Little Joe River

    - South Branch Two Rivers
      - Middle Branch Two Rivers

  - Tamarac River
  - Snake River
    - Middle River
    - South Branch Snake River

  - Grand Marais Creek
  - Red Lake River
    - Gentilly River
    - Black River
      - Little Black River

    - Clearwater River
      - Lost River
        - Poplar River
        - Hill River

    - Thief River
      - Lost River
      - Mud River
      - Moose River

    - Red Lake
      - Sandy River
      - Mud River
      - Blackduck River
        - North Cormorant River
        - South Cormorant River

      - Battle River
        - North Branch Battle River
        - South Branch Battle River

      - Tamarac River
        - Little Tamarac River
        - Lost River

  - Sand Hill River
  - Marsh River
  - Wild Rice River
    - South Branch Wild Rice River
    - White Earth River

  - Buffalo River
    - South Branch Buffalo River

  - Otter Tail River
    - Pelican River
    - Dead River
    - Toad River
    - Egg River

  - Bois de Sioux River
    - Rabbit River
      - South Fork Rabbit River

    - Mustinka River
      - Twelvemile Creek
        - West Branch Twelvemile Creek
        - West Fork Twelvemile Creek
        - East Fork Twelvemile Creek

#### Einzugsgebiet des Lake of the Woods
- Lake of the Woods
  - Warroad River
    - East Branch Warroad River
    - West Branch Warroad River

  - Rainy River
    - Winter Road River
    - Baudette River
      - West Fork Baudette River

    - Rapid River
      - East Fork Rapid River
        - Wing River

      - North Branch Rapid River

    - Black River
      - West Fork Black River
      - South Fork Black River

    - Big Fork River
      - Bear River
      - Sturgeon River
      - Rice River
      - Popple River
        - Dunbar River

      - Bowstring River
        - Turtle River

    - Little Fork River
      - Cross River
      - Nett Lake River
        - Lost River

      - Rapid River
      - Valley River
      - Willow River
      - Sturgeon River
        - Bear River
          - Bearskin River

        - Dark River
        - East Branch Sturgeon River
        - Shannon River

      - Rice River
      - Rainy Lake/Kabetogama Lake/Namakan Lake/Crane Lake
        - Rat Root River
          - East Branch Rat Root River

        - Ash River
          - Black Duck River

        - Moose River
        - Johnson River
        - Vermilion River
          - Pelican River
            - Elbow River

          - Vermilion Lake
            - Armstrong River
            - East Two River
            - West Two River
            - Pike River
              - Sand River

        - Echo River
          - Hunting Shack River

        - Loon River
          - Little Indian Sioux River
            - Little Pony River
            - Korb River

        - Namakan River (in Ontario)
          - Lac la Croix/Crooked Lake
            - Hustler River
            - Boulder River
              - Dahlgren River
                - Stuart River

              - Nina Moose River
                - Oyster River
                - Moose River
                - Portage River

            - Bottle River
            - Beartrap River
            - Basswood River
              - Horse River
              - Basswood Lake/Fall Lake
                - Range River
                - Shagawa River
                  - Burntside River
                    - Dead River

                - Bear Island River
                  - Beaver River

                - Kawishiwi River
                  - South Kawishiwi River
                    - Isabella River
                      - Little Isabella River
                      - Island River
                        - Dumbbell River

                      - Perent River

                    - Snake River
                    - Stony River
                      - Sand River
                      - Greenwood River

                    - Dunka River
                    - Birch River

                  - Little Saganaga Lake/Gillis Lake
                    - Frost River
                    - Chub River

                  - Louse River
                  - Phoebe River

                - Knife River
                  - Knife Lake/Saganaga Lake
                    - Sea Gull River
                    - Granite River
                      - Pine River
                        - Cross River
                          - Tucker River
                          - Long Island River

## Alphabetische Liste
A

- Ahmik River
- Ann River
- Armstrong River
- Artichoke River
- Ash River
- Ashley Creek

B

- Ball Club River
- Baptism River
- Basswood River
- Battle River
- Baudette River
- Bear Island River
- Bear River, Zufluss zum Big Fork River
- Bear River, Zufluss zum Leech Lake River
- Bear River, Zufluss zum Sturgeon River
- Bearskin River
- Beartrap River
- Beaver Creek
- Beaver River, Zufluss zum Bear Island River
- Beaver River, Zufluss zum Cloquet River
- Beaver River, Zufluss zum Oberen See
- Big Fork River
- Big Sucker Creek
- Birch River
- Black Duck River
- Black River, Zufluss zum Rainy River
- Black River, Zufluss zum Red Lake River
- Blackduck River
- Blackhoof River
- Blue Earth River
- Blueberry River
- Bois de Sioux River
- Bottle River
- Boulder River
- Bowstring River
- Boy River
- Brule River
- Buffalo Creek
- Buffalo River
- Burntside River

C

- Cannon River
- Caribou River
- Cascade River
- Cat River
- Cedar River
- Chippewa River
- Chub River
- Clearwater River, Zufluss zum Mississippi River
- Clearwater River, Zufluss zum Red Lake River
- Cloquet River
- Cobb River
- Cottonwood River
- Credit River
- Crocodile River
- Crooked Creek
- Cross River, Zufluss zum Gunflint Lake
- Cross River, Zufluss zum Oberen See
- Cross River, Zufluss zum Little Fork River
- Crow River
- Crow Wing River

D

- Dahlgren River
- Dark River
- Dead Moose River
- Dead River, Zufluss zum Burntside River
- Dead River, Zufluss zum Otter Tail River
- Deer River
- Des Moines River
- Devil Track River
- Diversion Creek
- Dumbbell River
- Dunbar River
- Dunka River

E

- East River
- East Branch Baptism River
- East Branch Beaver River
- East Branch Blue Earth River
- East Branch Chippewa River
- East Branch Rat Root River
- East Branch Rock River
- East Branch Sturgeon River
- East Branch Warroad River
- East Fork Des Moines River
- East Fork Rapid River
- East Fork Twelvemile Creek
- East Savannah River
- East Split Rock River
- East Swan River
- East Two River, Zufluss zum Saint Louis River
- East Two River, Zufluss zum Vermilion Lake
- Echo River
- Egg River
- Elbow River
- Elk River
- Elm Creek
- Embarrass River
- Encampment River

F

- Fall River
- First River
- Fish Hook River
- Flandreau Creek
- Floodwood River
- Flute Reed River
- French River
- Frost River

G

- Gentilly River
- Gooseberry River
- Grand Marais Creek
- Granite River
- Greenwood River, Zufluss zum Brule River
- Greenwood River, Zufluss zum Stony River
- Grindstone River
- Groundhouse River
- Gull River, Zufluss zum Crow Wing River
- Gull River, Zufluss zum Turtle River

H

- Hawk Creek
- Hay Creek
- Heron Lake Outlet
- High Island Creek
- Hill River, Zufluss zum Lost River
- Hill River, Zufluss zum Willow River
- Horse River
- Hunting Shack River
- Hustler River

I

- Isabella River
- Island River

J

- Jack Creek
- Joe River
- Johnson River

K

- Kabekona River
- Kadunce River
- Kawishiwi River
- Kelso River
- Kettle River, Zufluss zum Blueberry River
- Kettle River, Zufluss zum Saint Croix River
- Kimball Creek
- Knife River, Zufluss zum Oberen See (Lake Superior)
- Knife River, Zufluss zum Birch Lake
- Knife River, Zufluss zum Snake River
- Korb River

L

- Lac qui Parle River
- Langley River
- Le Sueur River
- Little Le Sueur River
- Leaf River
- Leech Lake River
- Lester River
- Lime Creek, Zufluss zum Des Moines River
- Lime Creek, Zufluss zum Winnebago River
- Little Ann River
- Little Black River
- Little Cannon River, bei Kilkenny
- Little Cannon River, bei Cannon Falls
- Little Cedar River
- Little Chippewa River
- Little Cloquet River
- Little Cobb River
- Little Cottonwood River
- Little Devil Track River
- Little Elk River
- Little Fork River
- Little Gooseberry River
- Little Hill River
- Little Indian Sioux River
- Little Iowa River
- Little Isabella River
- Little Joe River
- Little Knife River (im Lake County)
- Little Knife River (im St. Louis County)
- Little Langley River
- Little Manitou River
- Little Marais River
- Little Minnesota River
- Little Mississippi River
- Little Net River
- Little Nokasippi River
- Little Partridge River
- Little Pine River
- Little Pony River
- Little River
- Little Rock River
- Little Sioux River
- Little Stewart River
- Little Sucker River
- Little Swan River
- Little Tamarac River
- Little Tamarack River
- Little Two River
- Little Whiteface River, östlich von Meadowlands, MN
- Little Whiteface River, südlich von Meadowlands, MN
- Little Willow River, Zufluss zum Mississippi River
- Little Willow River, Zufluss zum Willow River
- Long Island River
- Long Prairie River
- Loon River
- Lost River, Zufluss zum Clearwater River
- Lost River, Zufluss zum Nett Lake
- Lost River, Zufluss zum Roseau River
- Lost River, Zufluss zum Tamarac River
- Lost River, Zufluss zum Thief River
- Louse River
- Lower Stump River
- Lower Tamarack River

M

- Manitou River
- Maple River
- Marsh River
- McCarty River
- Middle River
- Middle Branch Blue Earth River
- Middle Branch Root River
- Middle Branch Rush River
- Middle Branch Two Rivers
- Middle Fork Crow River
- Middle Fork Whitewater River
- Middle Fork Zumbro River
- Midway River
- Minnesota River
- Mississippi River
- Moose Horn River
- Moose River, Zufluss zum Namakan Lake
- Moose River, Zufluss zum Nina Moose River
- Moose River, Zufluss zum Thief Lake
- Moose River, Zufluss zum Willow River
- Mud River, Zufluss zum Red Lake
- Mud River, Zufluss zum Thief River
- Mustinka River

N

- Necktie River
- Nemadji River
- Net River
- Nett Lake River
- Nina Moose River
- Nokasippi River
- North River
- North Branch Battle River
- North Branch Cascade River
- North Branch Grindstone River
- North Branch Middle Fork Zumbro River
- North Branch Rapid River
- North Branch Root River
- North Branch Rush River
- North Branch Sunrise River
- North Branch Two Rivers
- North Branch Upper Iowa River
- North Branch Whiteface River
- North Branch Yellow Medicine River
- North Cannon River
- North Cormorant River
- North Fork Crooked Creek
- North Fork Crow River
- North Fork Watab River
- North Fork Watonwan River
- North Fork Whitewater River
- North Fork Willow River
- North Fork Yellow Bank River
- North Fork Zumbro River
- North Turtle River
- North Two River

O

- Ocheyedan River
- Okabena Creek
- Onion River
- Otter River
- Otter Tail River
- Oyster River

P

- Paleface River
- Partridge River, Zufluss zum Crow Wing River
- Partridge River, Zufluss zum Saint Louis River
- Pelican River, Zufluss zum Otter Tail River
- Pelican River, Zufluss zum Vermilion River
- Perch Creek
- Perent River
- Phoebe River
- Pigeon River, Zufluss des Oberen Sees
- Pigeon River, Zufluss zum Mississippi River
- Pike River
- Pine Creek
- Pine River, Zufluss zum Kettle River
- Pine River, Zufluss zum Granite River
- Pine River, Zufluss zum Mississippi River
- Pine River, Zufluss zum Saint Louis River
- Pipestone Creek
- Platte River
- Pokegama River
- Pomme de Terre River
- Poplar River, Zufluss zum Lost River
- Poplar River, Zufluss zum Oberen See
- Popple River
- Portage River, Zufluss zum Fish Hook River
- Portage River, Zufluss zum Moose Horn River
- Portage River, Zufluss zum Nina Moose River
- Potato River
- Prairie River, Zufluss zum Big Sandy Lake
- Prairie River, Zufluss zum Mississippi River

R

- Rabbit River, Zufluss zum Bois de Sioux River
- Rabbit River, Zufluss zum Mississippi River
- Rainy River
- Range River
- Rapid River, Zufluss zum Little Fork River
- Rapid River, Zufluss zum Rainy River
- Rat Root River
- Red Lake River
- Red River
- Red River of the North
- Redeye River
- Redwood River
- Reservation River
- Rice Creek
- Rice River, Zufluss zum Big Fork River
- Rice River, Zufluss zum Little Fork River
- Rice River, Zufluss zum Mississippi River
- Ripple River
- Rock River
- Root River
- Roseau River
- Royal River
- Rum River
- Rush River

S

- St. Croix River
- Saint Francis River
- Saint Louis River
- Sand Creek, Zufluss zum Minnesota River
- Sand Creek, Zufluss zum St. Croix River
- Sand Hill River
- Sand River, Zufluss zum Pike River
- Sand River, Zufluss zum Stony River
- Sandy River, Zufluss zum Mississippi River
- Sandy River, Zufluss zum Red Lake
- Sauk River
- Sawbill Creek
- Schoolcraft River
- Sea Gull River
- Shagawa River
- Shakopee Creek
- Shannon River
- Shell River
- Shell Rock River
- Shingobee River
- Skunk Creek
- Skunk River, Zufluss zum Crow River
- Skunk River, Zufluss zum Platte River
- Sleepy Eye Creek
- Snake River, Zufluss zum Elk River
- Snake River, Zufluss zum Isabella River
- Snake River, Zufluss zum Red River of the North
- Snake River, Zufluss zum St. Croix River
- South Branch Battle River
- South Branch Buffalo River
- South Branch Grindstone River
- South Branch Little Elk River
- South Branch Manitou River
- South Branch Middle Fork Zumbro River
- South Branch Partridge River
- South Branch Root River
- South Branch Rush River
- South Branch Snake River
- South Branch Sunrise River
- South Branch Two Rivers
- South Branch Vermillion River
- South Branch Whiteface River
- South Branch Wild Rice River
- South Branch Yellow Medicine River
- South Brule River
- South Cormorant River
- South Kawishiwi River
- South Fork Black River
- South Fork Crooked Creek
- South Fork Crow River
- South Fork Groundhouse River
- South Fork Nemadji River
- South Fork Pine River
- South Fork Rabbit River
- South Fork Root River
- South Fork Roseau River
- South Fork Watab River
- South Fork Watonwan River
- South Fork Whitewater River
- South Fork Willow River
- South Fork Yellow Bank River
- South Fork Zumbro River
- South Two River
- Split Rock River, Zufluss zum Kettle River
- Split Rock River, Zufluss zum Lake Superior
- Spring Creek
- Spring Branch Swan River
- Steamboat River
- Stewart River, Zufluss zum Oberen See
- Stony Brook
- Stony River
- Straight River, Zufluss zum Cannon River
- Straight River, Zufluss zum Fish Hook River
- Stuart River
- Stump River
- Sturgeon River, Zufluss zum Big Fork River
- Sturgeon River, Zufluss zum Little Fork River
- Sunrise River
- Swamp River
- Swan River (im Morrison County)
- Swan River (im Itasca County)
- Swift River

T

- Tait River
- Talmadge River
- Tamarac River, Zufluss zum Red Lake
- Tamarac River, Zufluss zum Red River of the North
- Tamarack River
- Temperance River
- Thief River
- Third River
- Toad River
- Tucker River
- Turtle River, Zufluss zum Bowstring River
- Turtle River, Zufluss zum Mississippi River
- Twelvemile Creek
- Two Island River
- Two River
- Two Rivers

U

- Upper Iowa River
- Upper Tamarack River
- Us-kab-wan-ka River

V

- Valley River
- Vermilion River
- Vermillion River (im Dakota County)
- Vermillion River (im Itasca County)
- Vern River

W

- Wapsipinicon River
- Warroad River
- Watab River
- Watonwan River
- Wells Creek
- West Branch Baptism River
- West Branch Beaver River
- West Branch Blue Earth River
- West Branch Cloquet River
- West Branch Floodwood River
- West Branch Kettle River
- West Branch Knife River
- West Branch Lac qui Parle River
- West Branch Onion River
- West Branch Rum River
- West Branch St. Francis River
- West Branch Sunrise River
- West Branch Twelvemile Creek
- West Branch Warroad River
- West Fork Baudette River
- West Fork Black River
- West Fork Groundhouse River
- West Fork Little Sioux River
- West Fork Moose Horn River
- West Fork Prairie River
- West Fork Twelvemile Creek
- West Savanna River
- West Split Rock River
- West Swan River
- West Two River, Zufluss zum St. Louis River
- West Two River, Zufluss zum Vermilion Lake
- Whetstone River
- White Earth River
- Whiteface River
- Whitewater River
- Wild Rice River
- Willow River, Zufluss zum Kettle River
- Willow River, Zufluss zum Little Fork River
- Willow River, Zufluss zum Mississippi River
- Wing River, Zufluss zum Leaf River
- Wing River, Zufluss zum Rapid River
- Winnebago Creek
- Winter Road River

Y

- Yellow Bank River
- Yellow Medicine River

Z

- Zumbro River